# Pfarrkirche Brunnkirchen

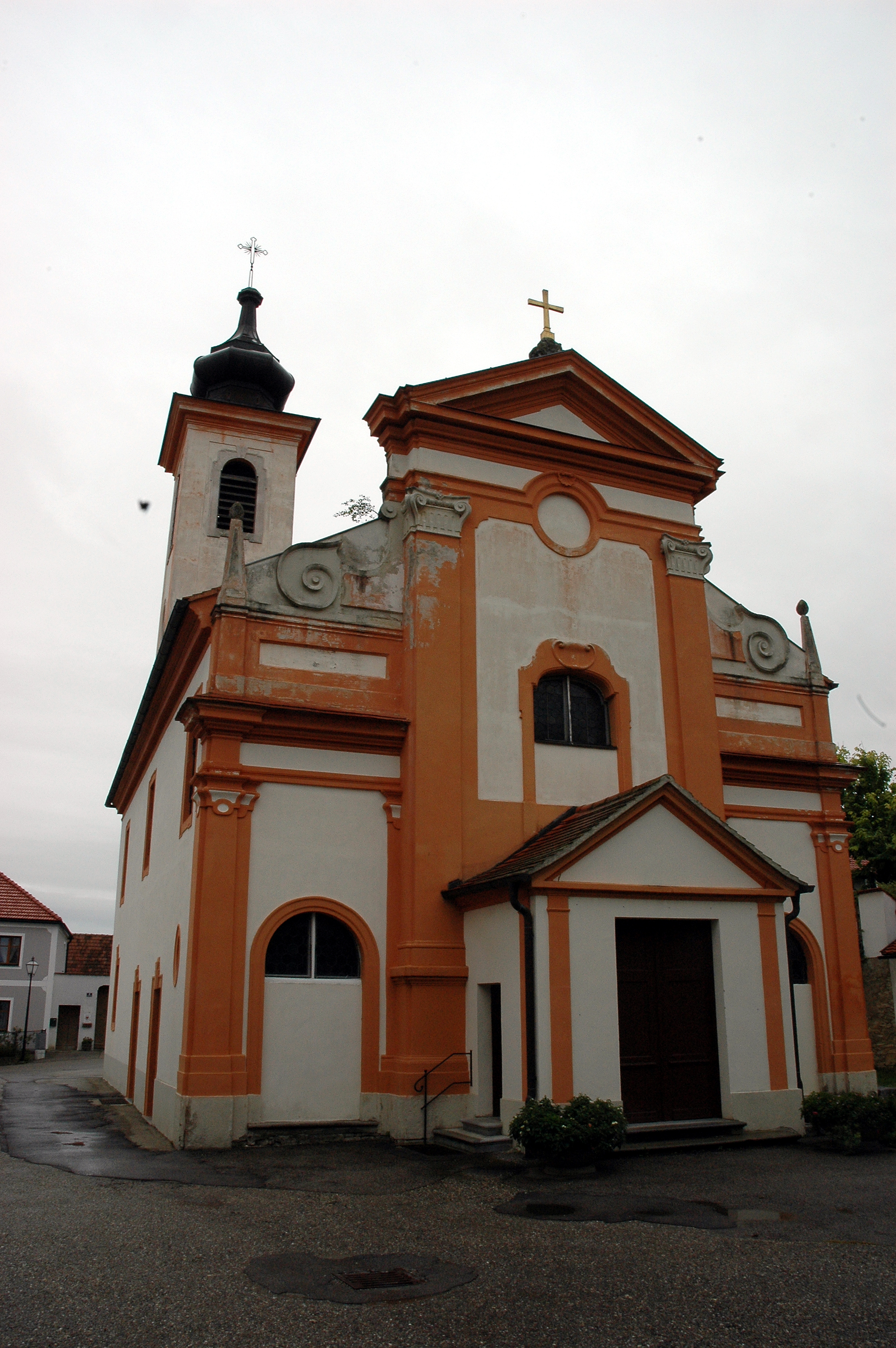
Katholische Pfarrkirche hl. Urban in Brunnkirchen

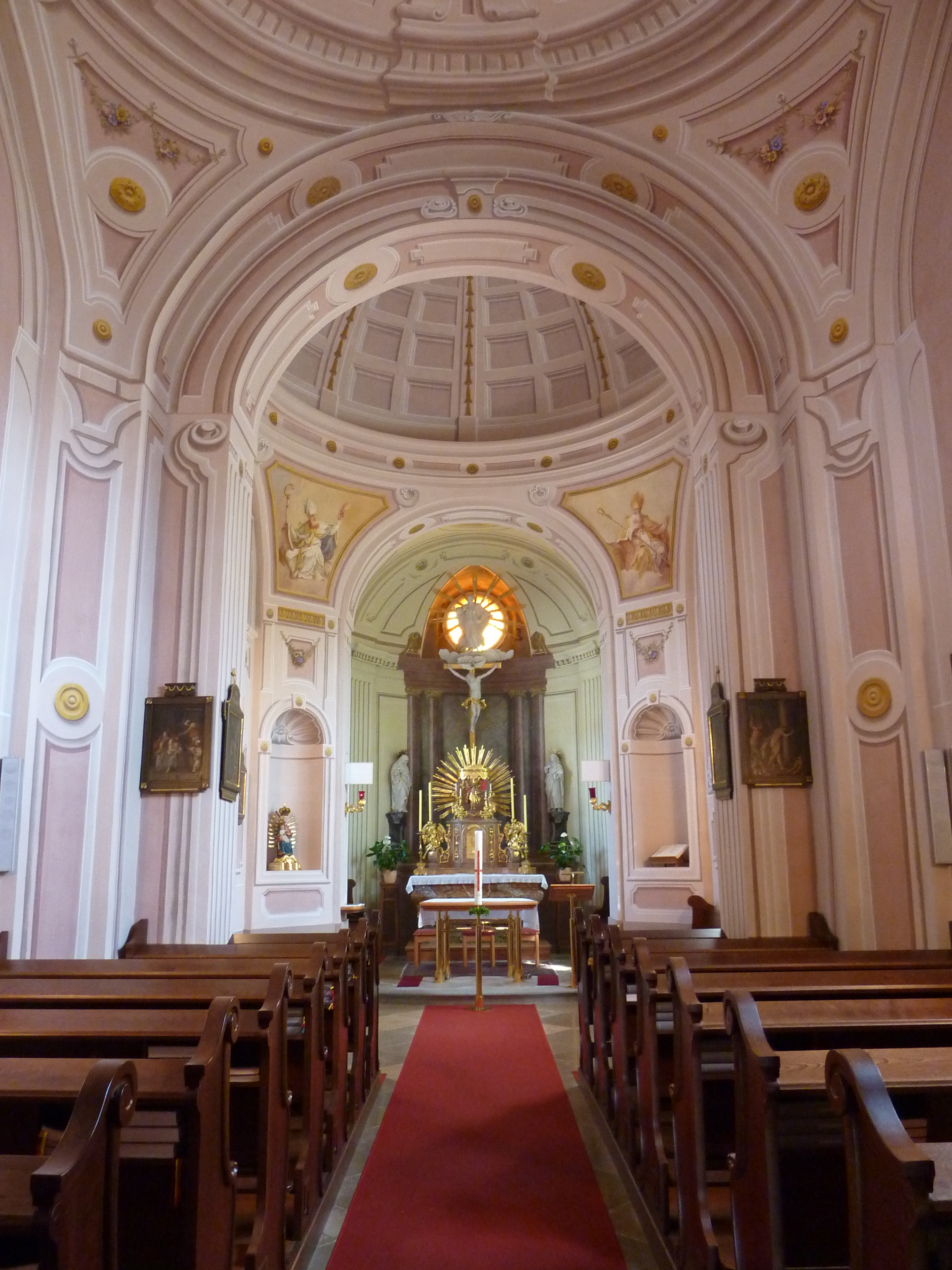
Langhaus, Blick zum Chor

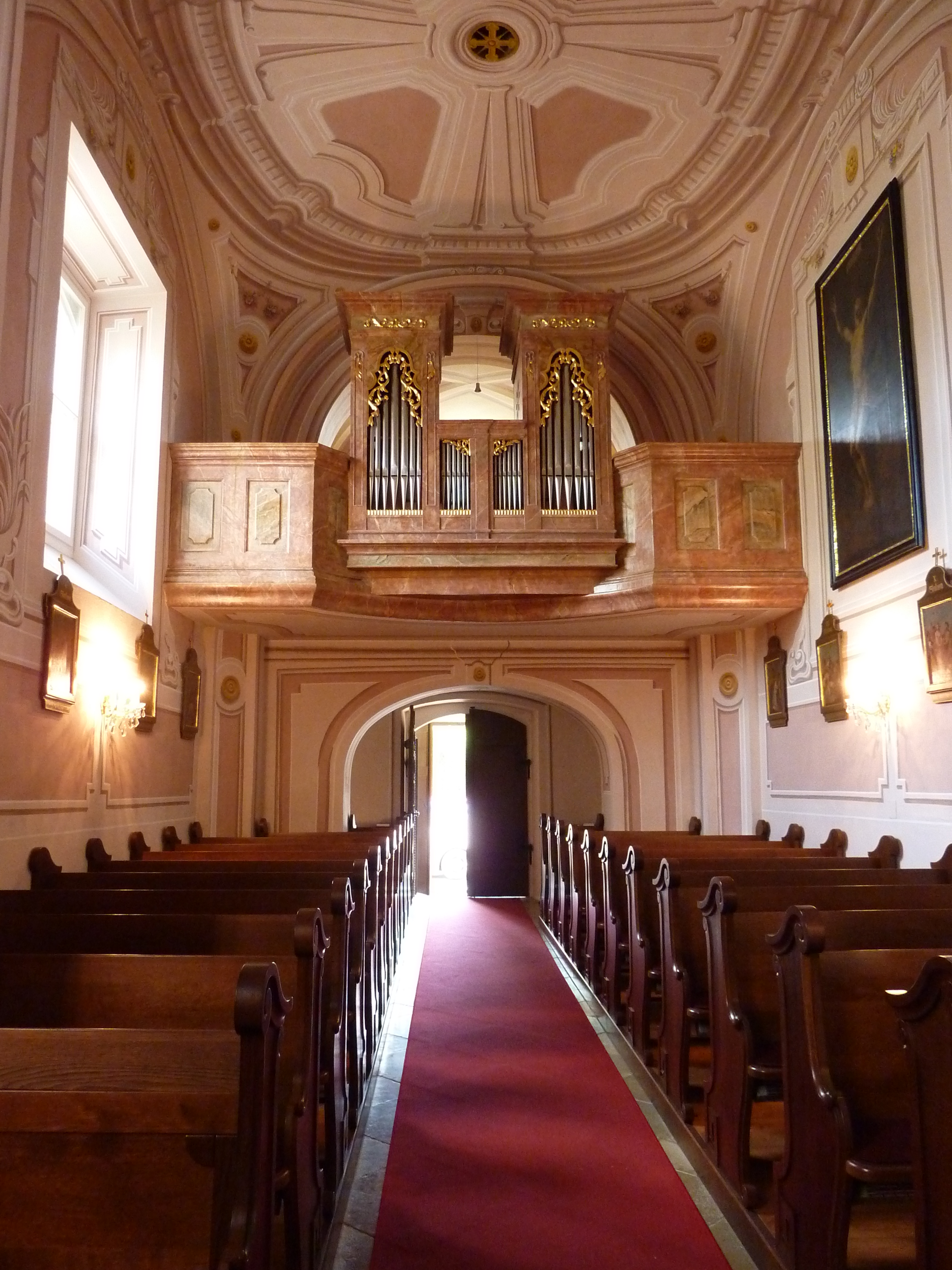
Langhaus, Blick zur Orgel

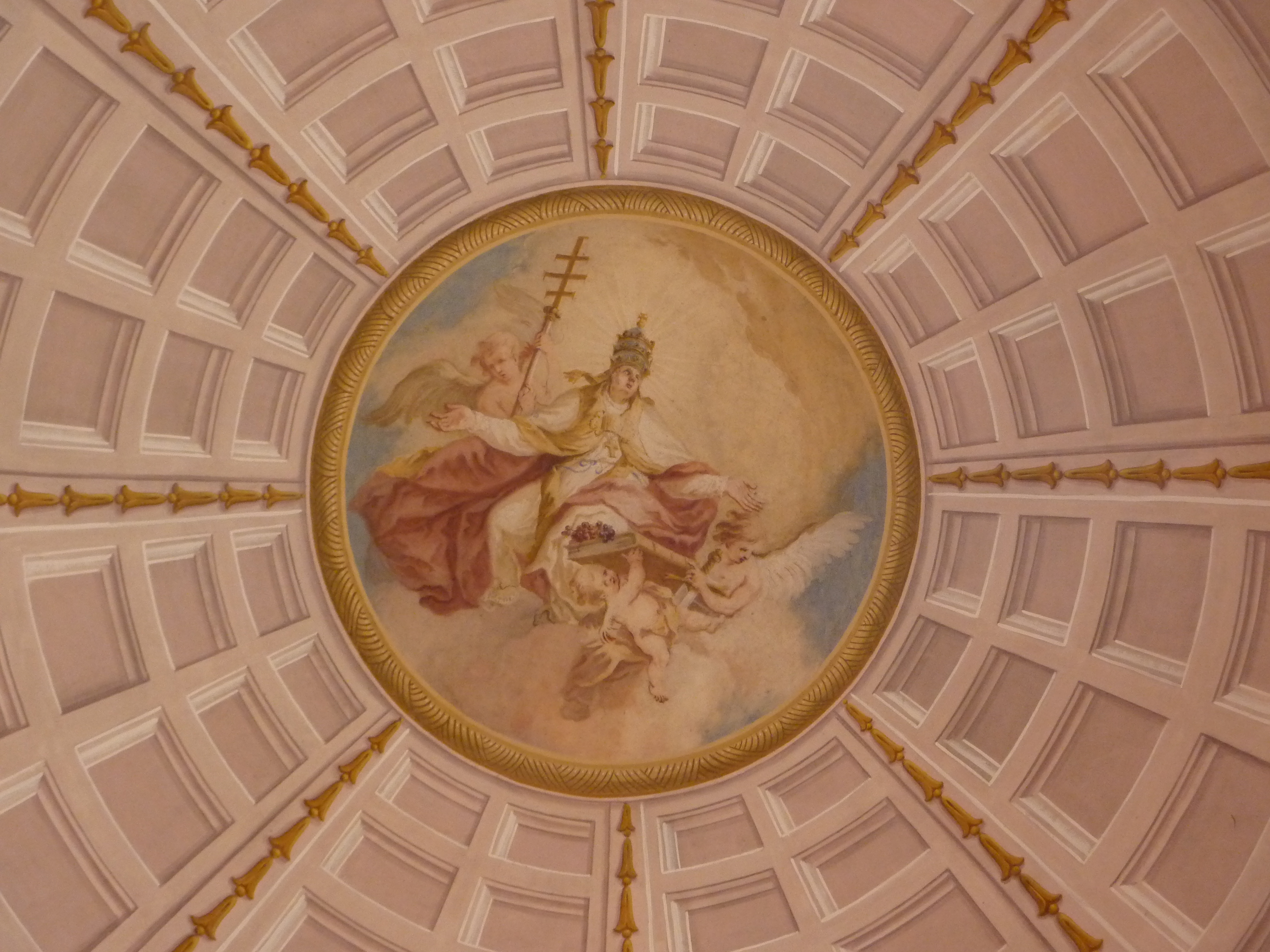
Gewölbemalerei hl. Urbanus

Die römisch-katholische Pfarrkirche Brunnkirchen steht südlich der Bundesstraße an der Dorfgasse in der Ortschaft Brunnkirchen südlich der Donau im Stadtteil Krems-Süd der Statutarstadt Krems an der Donau in Niederösterreich. Die dem Patrozinium Urban I. unterstellte und dem Stift Göttweig inkorporierte Pfarrkirche gehört zum Dekanat Göttweig in der Diözese St. Pölten. Die Kirche steht unter Denkmalschutz (Listeneintrag).

## Geschichte
Urkundlich bestand 1520/1522 eine Kirche, welche 1529 zerstört wurde. Unter dem Abt Georg Falb von Göttweig wurde 1617/1618 die Kirche mit dem Langhauswestjoch und einem Nordturm wieder aufgebaut. Die Erweiterung der Kirche 1728/1730 mit der breiten Westfront, Langhausostjoch und Chor wurde Lukas von Hildebrandt zugeschrieben. 1784 erfolgte die Erhebung zur Pfarrkirche und eine Aufstockung der nördlichen Anbauten.
Die Kirche wurde in den 1960er Jahren und 2008 innen und 1988 (Fassade und Dacherneuerung) und 2023 (Westfassade) außen restauriert. Im Juni 2018 wurde ein barrierefreier Zugang zur Kirche errichtet. 

## Architektur
Das Kirchenäußere zeigt eine großformatige Färbelung mit einer betonten Fensterrahmen- und Lisenengliederung am Langhaus und am leicht eingezogenen korbbogenartig geschlossenen Chor. Nordseitig besteht ein zweigeschoßiger Anbau in der Traufhöhe des Langhauses mit einer Stiege, Nordturm und Sakristei, der integrierte schlanke Turm trägt einen Zwiebelhelm. Die repräsentative Westfront ist querriegelartig breiter als das Langhaus und zeigt eine zweischichtige kräftige Pilastergliederung und mittig einen einachsigen übergiebelten Risalit mit Volutenflanken, die Vorhalle aus 1786 ist übergiebelt.
Das Kircheninnere zeigt eine dreigeteilte platzlgewölbte Vorhalle, ein zweijochiges Langhaus, im Westen unter einem längsoblongen gedrückten Platzlgewölbe über abgeschrägten Ecken, im Osten über einem annähernd quadratischen Joch eine Pendentifkuppel über geschrägten Ecken. Im Westen gibt es eine mächtige vorgeschwungene Orgelempore. Der Chor hat ein querlaufendes Tonnengewölbe und schließt mit einer Konche.
Die Wandmalerei zeigt im Verhältnis zum bescheiden dimensionierten Raum eine großformatige Scheinarchitektur und Scheinstuck im Ostjoch als kassettierte Kuppel vom Maler Johann Baptist Byß (Byss), das Bild hl. Urban und in den Pendentifs Lateinische Kirchenväter schuf wohl der Maler Andreas Rudroff um 1784/1785. Die Glasmalerei Heilige Familie entstand in den 1950er Jahren.

## Ausstattung
Der Hochaltar mit einem Altartisch mit Tabernakel und Leuchterengeln sowie Strahlenkranz mit einer kleinen Figur Christus Salvator entstand im späten 18. Jahrhundert. Dahinter steht eine Figurengruppe Kruzifix mit Maria und Johannes.
Die Nischenfiguren Herz Jesu und hl. Josef schuf der Bildhauer Karl Gollner in den 1960er Jahren. Nach der Innenrenovierung 2008 wurden diese Figuren nicht mehr aufgestellt.
Die Ölbilder hl. Barbara und die Kreuzwegbilder entstanden im Umkreis von Martin Johann Schmidt. Zwei Vortragsstangen mit den Ölbildern der Heiligen Leopold und Gregor entstanden im 19. Jahrhundert.
Das urnenförmige Taufbecken entstand um 1800. Es gibt eine steinerne Kommunionbalustrade. 2004 wurde ein Volksaltar errichtet, die Kommunionbalustrade wurde entfernt.
Die Orgel mit einem klassizistischen Brüstungswerk entstand um 1820. 2008/2009 wurde die Orgel im Zuge der Innenrenovierung der Pfarrkirche restauriert und in einem feierlichen Gottesdienst von Abt Columban Luser geweiht.